# داگتاون (شهرستان واکر)
داگتاون (به انگلیسی: Dogtown) یک منطقهٔ مسکونی در ایالات متحده آمریکا است که در آلاباما واقع شده‌است. داگتاون ۱۸۱٫۹۷ متر بالاتر از سطح دریا واقع شده‌است.